# 盘腺阔蕊兰
盘腺阔蕊兰（学名：Peristylus fallax）为兰科阔蕊兰属下的一个种。

## 扩展阅读
- 維基物種上的相關：盘腺阔蕊兰